# Опары
Опары — деревня в Пермском крае России. Входит в Чайковский городской округ.

## География
Село расположено на реке Опарка (приток реки Сайгатка). Примерно в 5,5 км к югу от села Ваньки и в 13,5 км к востоку от города от Чайковского.

## Население
| 2010 |
| ---- |
| 80   |

## История
С декабря 2004 до весны 2018 гг. деревня входила в Ваньковское сельское поселение Чайковского муниципального района.

## Улицы
В деревне имеются улицы:
- Заречная ул.
- Центральная ул.

## Топографические карты
- Лист карты O-40-109 Чайковский. Масштаб: 1 : 100 000. Состояние местности на 1982 год. Издание 1983 г.